# Kostel Povýšení svatého Kříže (Doubravník)
Kostel Povýšení svatého Kříže je římskokatolický chrám v městysu Doubravník v okrese Brno-venkov. Stojí na místě původního kostela zaniklého kláštera augustiniánek. Je chráněn jako kulturní památka České republiky. Je farním kostelem doubravnické farnosti.

## Historie
Na místě současného kostela se nacházel klášterní kostel pernštejnského rodového ženského kláštera a pohřebiště, založeného kolem roku 1230. Jeho půdorys byl detekován geofyzikálním průzkumem v roce 1992, měl obdélnou loď s odsazeným, pravoúhle zakončeným kněžištěm a věž nebo předsíň před západním průčelím. V průběhu 14. a 15. století byl zřejmě přestavován (upravován či zvětšován), ale po husitských válkách klášter zanikl a jeho církevní pozemkový majetek se vrátil rodu. Vilém z Pernštejna si proto v závěti z roku 1515 přál obnovení kláštera s uvedením katolických řeholníků, ale v jejím doplnění roku 1520 ponechal rozhodnutí na svých dědicích, Janovi a Vojtěchovi. Z konfesijních důvodů (oba bratři byli stoupenci reformace) k tomu nedošlo, ale byl vystavěn současný "mramorový" chrám nákladem Vilémova syna Jana "Bohatého" z Pernštejna a jeho tří synů Jaroslava, Vratislava a Vojtěcha v letech 1535–1557, o čemž svědčí "základní" kámen z roku 1535 i nápis nad hlavním heraldickým vstupním portálem z roku 1557. Vysvěcen měl být v roce 1548 (nejpozději roku 1582). V letech 2020 až 2024 proběhla péčí farnosti nákladná komplexní revitalizace celého chrámu s mnoha stavebně historickými poznatky, včetně obnažení základů zdiva předešlého kostela, odstraněním okolní metrové navážky bývalého hřbitova.

## Popis
Jedná se o goticko-renesanční síňové trojlodí s polygonálně ukončeným závěrem a hranolovou věží před západním průčelím. Pod presbytářem se nachází pernštejnská hrobka s mnoha kosterními pozůstatky (na hromadě v severovýchodním rohu), která žel byla vypleněna švédskou armádou v roce 1645. V kněžišti je umístěno šest náhrobních kamenů z 15. a 16. století. Ve 40. letech 16. století byla k vybudované části chrámu dodatečně přistavěna sakristie. V chrámové lodi se nachází druhá (mladší) podzemní hrobka, sloužící majitelům panství (včetně pohřbů kněží) v 17. a 18. století. Pozdně barokní období, konkrétně 80. léta 18. století, znamenalo pořízení současného mobiliáře z dílny brněnského sochaře Ondřeje Schweigla. Na hlavním oltáři se ocitlo mistrovské plátno Nalezení sv. Kříže od rakouského malíře Franze Anton Maulbertsche. V roce 1792 bylo původní dřevěné zvonové patro věže nahrazeno zděným s rokokovým štukem a nízkou bání. Poslední velká úprava proběhla v letech 1859–1867, kdy nechal hrabě Vladimír Mitrovský přistavět k severozápadní stěně trojlodí novogotickou hrobku Mitrovských (podle projektu architekta Franze Schlepse, který dlouhodobě působil ve službách rodu) a dal do ní převézt tělesné pozůstatky svých předků. Dnes se v ní nachází 19 litinových sarkofágů.

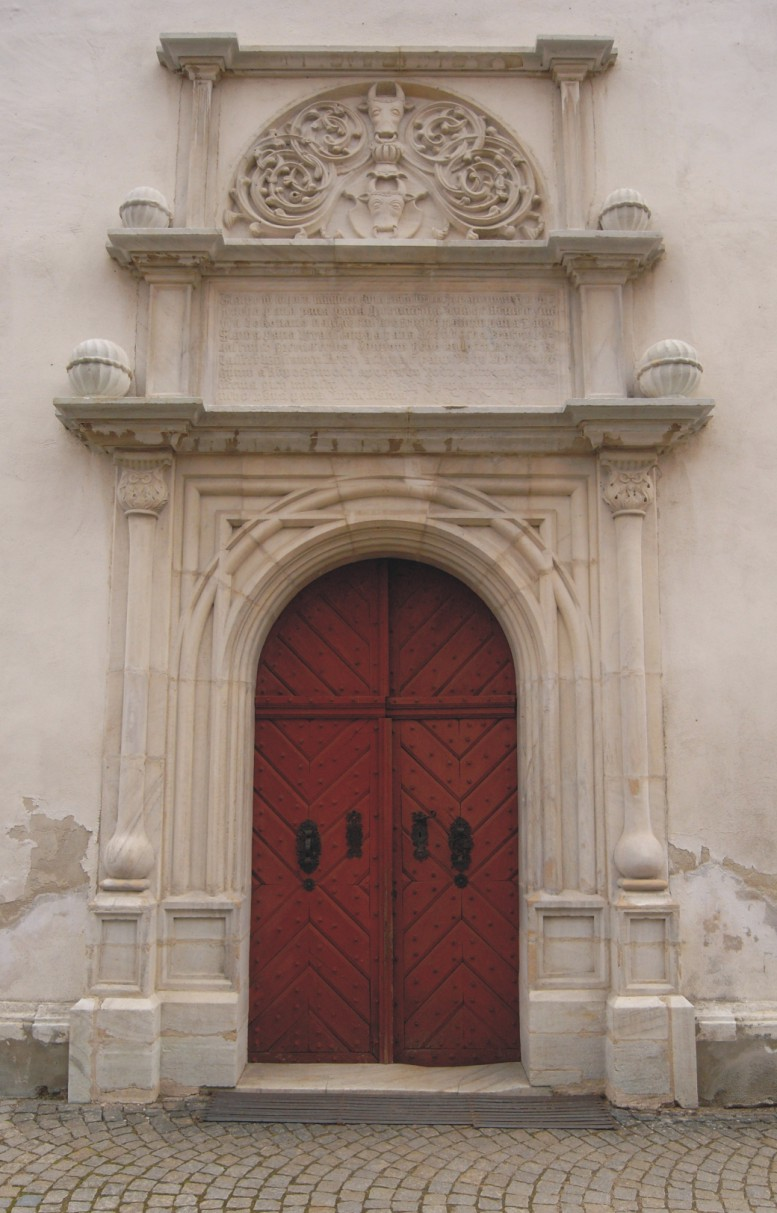
Portál kostela
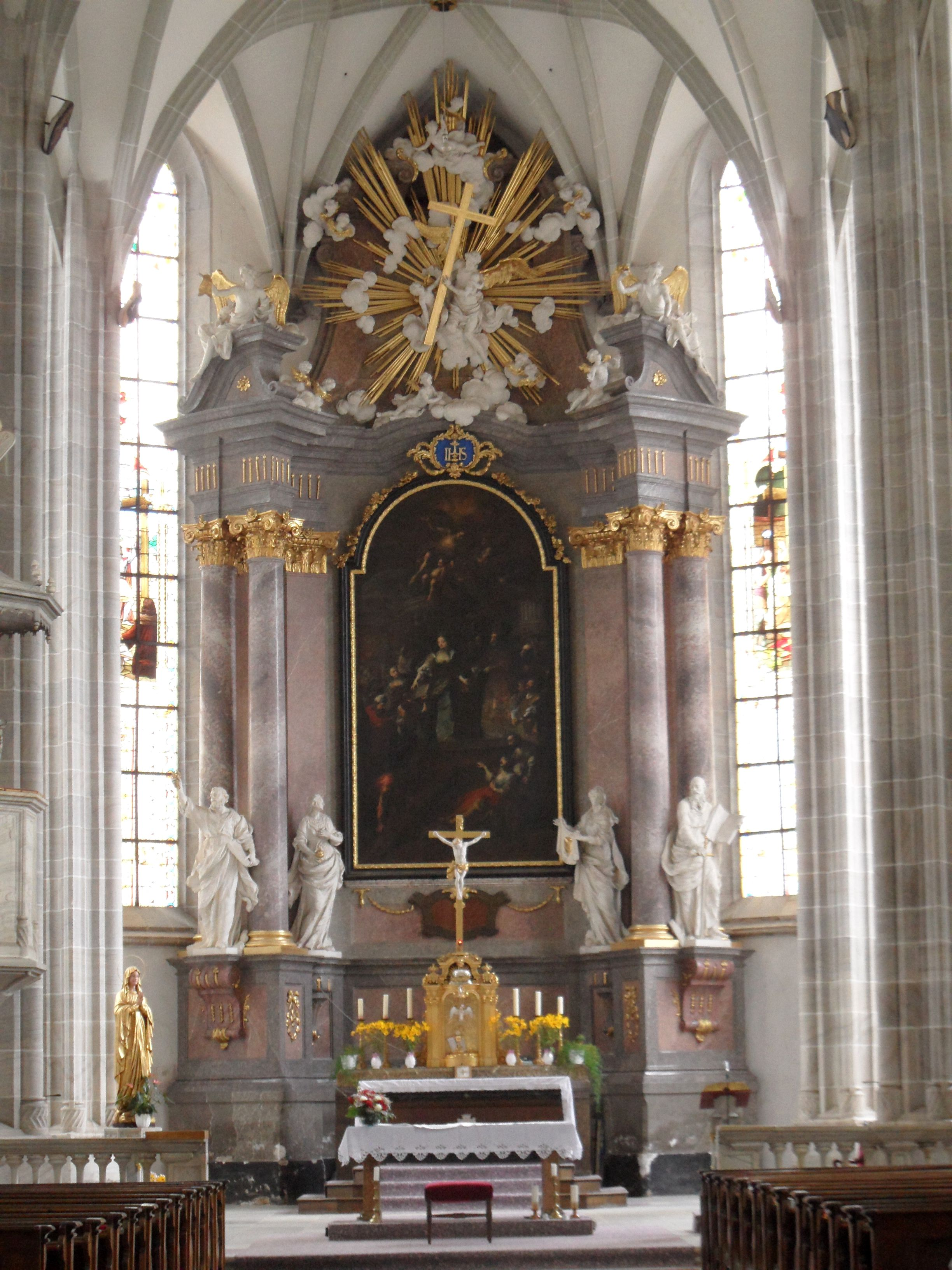
Hlavní oltář s obrazem od Maulbertsche

## Odraz v kultuře
Areál kostela posloužil pro natáčení klíčových scén televizního seriálu Labyrint (2015).